# Erdélyi Lapok (folyóirat)
Erdélyi Lapok irodalmi folyóirat Kolozsváron (1908-13) az Erdélyi Irodalmi Társaság kiadásában. Főszerkesztő Bánffy Miklós, szerkesztette Kovács Dezső és Kiss Ernő. A folyóirat munkatársai közt Berde Mária, Finta Gerő, Gyallay Pap Domokos, Jékey Aladár, Krüzselyi Erzsébet, Makkai Sándor, Serestély Béla, Szabolcska Mihály, Tóthfalusi József szerepel.